# Diócesis de Fore
La diócesis o abadía nullius de Fore o de Foure (en inglés: Diocese of Fore y en irlandés: Deoise na Fhobhair) fue una circunscripción eclesiástica de la Iglesia católica en Irlanda. Se trataba de una abadía nullius latina, sufragánea de la arquidiócesis de Armagh. Fue suprimida en probablemente en 1111.

## Territorio y organización
La abadía nullius extendía su jurisdicción sobre los fieles católicos de rito latino residentes en parte del condado de Westmeath, en la provincia de Leinster.
La sede de la abadía nullius se encontraba en la localidad de Fore.

## Historia
La sede monástica de Fore fue fundada por san Feichin alrededor del año 630. Este antiguo monasterio celta, aunque no alcanzó la fama de otros centros monásticos de la época, aparece frecuentemente documentado en los anales medievales, donde se registran numerosos obituarios de sus abades y monjes, algunos de los cuales fueron venerados como santos. Algunos de estos religiosos ostentaban el título de obispos y ejercían sus funciones dentro de la comunidad monástica y en el territorio circundante. Cuando san Feichin murió en el año 665, había atraído a unos 300 monjes a su comunidad.
Entre 771 y 1169 la abadía de Fore fue incendiada doce veces por invasores saqueadores, y sobre todo sufrió incendios. 
Hasta el siglo XII la Iglesia en Irlanda estaba dividida en distritos eclesiásticos que estaban bajo el control de los monasterios y los obispos no tenían jurisdicciones propias, sino sedes monásticas. Esto también explicaría cómo en el primer milenio Fore aparece entre las sedes menores asociadas a la sede de Clonard, que era la sede principal.
Hacia finales del siglo XII desapareció el antiguo monasterio celta, pero ya a principios del siglo XIII se fundó cerca un monasterio benedictino dedicado a los santos Feichin y Taurino, que permaneció activo hasta su destrucción en el siglo XVI.
Algunas fuentes sitúan su supresión en 1152, que fue cuando tuvo lugar el Sínodo de Kells, sin embargo, Fore no figura entre las diócesis establecidas por el Sínodo de Ráth Breasail en 1111, por lo que fue una de las sedes monásticas que no sobrevivieron a la reorganización de la Iglesia irlandesa en el siglo XII y su territorio se debió haber incorporado a la diócesis de Clonard en ese sínodo.

## Episcopologio
- San Feichin ? † (circa 630-?)

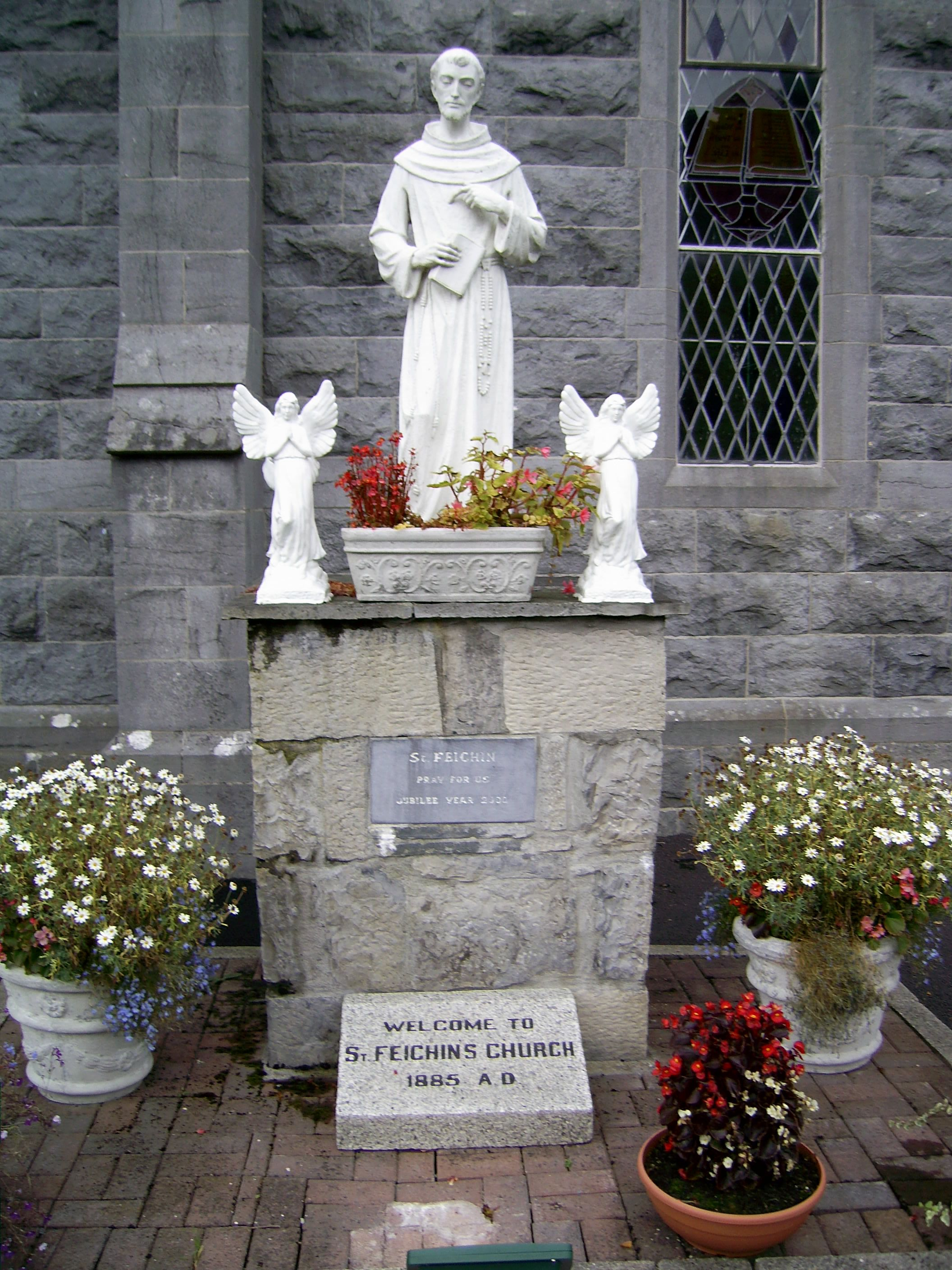
San Feichin, fundador de la abadía de Fore

- San Suairlech † (?-27 de marzo de 750 falleció)
- San Ardgene † (?-1 de mayo de 771 falleció)
- Ailioll † (?-871 falleció)
- Cormac † (?-891 falleció)
- Moel Poile † (?-1001 falleció)